# San Juan Cieneguilla
San Juan Cieneguilla là một đô thị thuộc bang Oaxaca, México. Năm 2005, dân số của đô thị này là 556 người.